# Festival da Canção 1979
Das 16. Festival da Canção (portugiesisch Festival RTP da Canção 1979) fand am 23. Februar 1979 im Cinema Monumental in Lissabon statt. Es diente als portugiesischer Vorentscheid für den Eurovision Song Contest 1979.
Moderatoren der Sendung waren Fialho Gouveia und Manuela Matos.
Als Siegerin ging Manuela Bravo mit dem Titel Sobe, sobe, balão sobe hervor. Beim Eurovision Song Contest in Jerusalem erhielt sie 64 Punkte und belegte am Ende den 9. Platz.

## Teilnehmer
1. Semifinale
| Startnr. | Interpret                             | Lied                      | Musik und Text                                      | Rang | Punkte |
| -------- | ------------------------------------- | ------------------------- | --------------------------------------------------- | ---- | ------ |
| 1        | Samuel                                | Recados da ilha           | M: Carlos Alberto Moniz, T: Álamo Oliveira          | 4.   | 17     |
| 2        | Edmundo Falé                          | País das maravilhas       | M/T: Fernando Guerra                                | 8.   | 10     |
| 3        | Paula Abril                           | Bergantim                 | M: Paco Bandeira, T: Paco Bandeira, Eduardo Olímpio | 9.   | 4      |
| 4        | Samuel                                | O fogo desta idade        | M: Samuel, T: José Jorge Letria                     | 5.   | 14     |
| 5        | Gonzaga Coutinho                      | Tema para um homem só     | M/T: Gonzaga Coutinho                               | 2.   | 19     |
| 6        | Carlos Alberto Moniz, Maria do Amparo | A outra banda             | M: Carlos Alberto Moniz, T: Manuel A. Valente       | 7.   | 11     |
| 7        | SARL                                  | Uma canção comercial      | M/T: Pedro Osório                                   | 1.   | 20     |
| 8        | Carlos Alberto Vidal                  | Olha como é linda a manhã | M: Carlos F. Santos, T: Carlos Alberto Vidal        | 6.   | 13     |
| 9        | Concha                                | Qualquer dia, quem diria  | M: Nuno Rodrigues, T: António Pinho                 | 2.   | 19     |

2. Semifinale
| Startnr. | Interpret             | Lied                              | Musik und Text                               | Rang | Punkte |
| -------- | --------------------- | --------------------------------- | -------------------------------------------- | ---- | ------ |
| 1        | Luís Arriaga          | A tua imagem                      | M: Luís Arriaga, T: José Manuel Santos       | 7.   | 12     |
| 2        | Isabel Soares         | Cantiga de amor                   | M: Manuel José Soares, T: Mário Contumélias  | 8.   | 10     |
| 3        | Gabriela Schaaf       | Eu só quero                       | M: Nuno Rodrigues, T: António Pinho          | 2.   | 20     |
| 4        | Jorge Coutinho        | Bom dia quotidiano                | M: Eduardo Paes Mamede, T: Carlos Guerreiro  | 9.   | 8      |
| 5        | João Henrique         | Para te ver passar                | M: Carlos F. Santos, T: João Henrique        | 5.   | 14     |
| 6        | Tozé Brito            | Novo canto português              | M: Pedro Brito, T: Tozé Brito                | 3.   | 19     |
| 7        | Alexandra             | Zé brasileiro, português de Braga | M: António Sala, T: Vasco Lima Couto         | 4.   | 18     |
| 8        | Teresa Silva Carvalho | Cantemos até ser dia              | M/T: Pedro Osório                            | 1.   | 21     |
| 9        | Valério Silva         | Canção do realejo                 | M: Fernando Correia Martins, T: António Sala | 5.   | 14     |

3. Semifinale
| Startnr. | Interpret                              | Lied                        | Musik und Text                              | Rang | Punkte |
| -------- | -------------------------------------- | --------------------------- | ------------------------------------------- | ---- | ------ |
| 1        | Carlos Alberto Moniz e Maria do Amparo | Camponês dos campos de água | M: Carlos Alberto Moniz, T: Manuel Valente  | 4.   | 15     |
| 2        | Edmundo Falé                           | Canções em flor             | M: Carlos F. Santos, T: Artur Lucena        | 8.   | 11     |
| 3        | Florência                              | O comboio do tua            | M: Manuel José Soares, T: Mário Contumélias | 1.   | 18     |
| 4        | Grupo Gente                            | Quatro letras               | M: Pedro Calvário, T: José Sottomayor       | 6.   | 13     |
| 5        | Teresa Silva Carvalho                  | Maria, Maria                | M: Pedro Osório, T: José Guerra             | 6.   | 13     |
| 6        | Cândida Branca Flor                    | A nossa história de amor    | M/T: Tozé Brito                             | 9.   | 11     |
| 7        | Manuel José Soares                     | Quando chego a casa         | M/T: Manuel José Soares                     | 3.   | 16     |
| 8        | Cocktail                               | Amanhã virás                | M: Carlos F. Santos, T: Artur Lucena        | 5.   | 14     |
| 9        | Manuela Bravo                          | Sobe, sobe, balão sobe      | M/T: Carlos Nóbrega, Sousa                  | 2.   | 17     |

Finale
| Startnr. | Interpret             | Lied                     | Musik und Text                              | Rang | Punkte |
| -------- | --------------------- | ------------------------ | ------------------------------------------- | ---- | ------ |
| 1        | Gonzaga Coutinho      | Tema para um homem só    | M/T: Gonzaga Coutinho                       | 5.   | 102    |
| 2        | SARL                  | Uma canção comercial     | M/T: Pedro Osório                           | 3.   | 123    |
| 3        | Concha                | Qualquer dia, quem diria | M: Nuno Rodrigues, T: António Pinho         | 6.   | 78     |
| 4        | Gabriela Schaaf       | Eu só quero              | M: Nuno Rodrigues, T: António Pinho         | 2.   | 132    |
| 5        | Tozé Brito            | Novo canto português     | M: Pedro Brito, T: Tozé Brito               | 4.   | 110    |
| 6        | Teresa Silva Carvalho | Cantemos até ser dia     | M/T: Pedro Osório                           | 9.   | 52     |
| 7        | Florência             | O comboio do tua         | M: Manuel José Soares; T: Mário Contumélias | 8.   | 63     |
| 8        | Manuel José Soares    | Quando chego a casa      | M/T: Manuel José Soares                     | 7.   | 76     |
| 9        | Manuela Bravo         | Sobe, sobe, balão sobe   | M/T: Carlos Nóbrega, Sousa                  | 1.   | 149    |